# Dimitri Diatchenko
Dimitri Diatchenko (Oakland, 11 aprile 1968 – Daytona Beach, 21 aprile 2020) è stato un attore e doppiatore statunitense.

## Biografia
Diatchenko è morto il 21 aprile 2020, all'età di 52 anni, a causa di un'overdose accidentale di farmaci.

## Filmografia parziale

### Cinema
- Soldato Jane (G.I. Jane), regia di Ridley Scott (1997)
- The Genius Club, regia di Tim Chey (2006)
- Remarkable Power, regia di Brandon Beckner (2008)
- Indiana Jones e il regno del teschio di cristallo (Indiana Jones and the Kingdom of the Crystal Skull), regia di Steven Spielberg (2008)
- Agente Smart - Casino totale (Get Smart), regia di Peter Segal (2008)
- Burning Palms, regia di Christopher Landon (2010)
- Chernobyl Diaries - La mutazione (Chernobyl Diaries), regia di Brad Parker (2012)
- Company of Heroes, regia di Don Michael Paul (2013)
- They're Watching, regia di Jay Lender e Micah Wright (2016)

### Televisione
- Gli specialisti (Soldier of Fortune, Inc.) - un episodio (1998)
- Walker Texas Ranger (Walker, Texas Ranger) - un episodio (1999)
- Road to Justice - Il giustiziere (18 Wheels of Justice) - 2 episodi (2000-2001)
- Zack e Cody al Grand Hotel (The Suite Life of Zack and Cody) - 2 episodi (2006)
- Criminal Minds - un episodio (2007)
- My Own Worst Enemy - un episodio (2008)
- Senza traccia (Without a Trace) - un episodio (2008)
- CSI: Miami - un episodio (2009)
- General Hospital - 3 episodi (2010)
- Sons of Anarchy - 2 episodi (2011)
- How I Met Your Mother - un episodio (2012)
- Perception - un episodio (2012)
- Bones - un episodio (2014)
- 2 Broke Girls - un episodio (2014)
- Murder in the First - un episodio (2016)

- La famiglia della giungla (The Wild Thornberrys) - un episodio (2001)
- I Griffin (Family Guy) - un episodio (2009)
- Teenage Mutant Ninja Turtles - Tartarughe Ninja (Teenage Mutant Ninja Turtles) - 2 episodi (2017)

### Videogiochi
- Medal of Honor: European Assault (2005)
- Quake 4 (2005)
- Iron Man (2008)
- Command & Conquer: Red Alert 3 (2008)
- Call of Duty: World at War (2008)
- Aion: The Tower of Eternity (2008)
- Resistance: Retribution (2009)
- Wolfenstein (2009)
- Uncharted 2: Il covo dei ladri (Uncharted 2: Among Thieves) (2009)
- Iron Man 2 (2010)
- Singularity (2010)
- Spider-Man: Shattered Dimensions (2010)
- Call of Duty: Black Ops (2010)
- Uncharted 3: L'inganno di Drake (Uncharted 3: Drake's Deception) (2011)
- Tom Clancy's Ghost Recon: Future Soldier (2012)
- Call of Duty: Black Ops II (2012)
- Tomb Raider (2013)
- Metro: Last Light (2013)
- The Last of Us (2013)
- Evolve (2015)
- Battlefield Hardline (2015)
- Fallout 4 (2015)
- Rise of the Tomb Raider (2015)
- XCOM 2 (2016)
- Deus Ex: Mankind Divided (2016)
- Call of Duty: Infinite Warfare (2016)

## Doppiatori italiani
Nelle versioni in italiano delle opere in cui ha recitato, Dimitri Diatchenko è stato doppiato da:
- Massimo Bitossi in Indiana Jones e il Regno del Teschio di Cristallo, Chernobyl Diaries - La mutazione
- Fabrizio Odetto in Burn Notice - Duro a morire
- Alessandro Rossi in Criminal Minds
- Paolo Marchese in Senza traccia
- Claudio Ridolfo in How I Met Your Mother
- Gerolamo Alchieri in Perception
- Pasquale Anselmo in Company of Heroes

Da doppiatore è sostituito da:
- Stefano Albertini in Command & Conquer - Red Alert 3
- Marco Balzarotti in Metro: Last Light
- Alberto Olivero in Fallout 4